# Deus caritas est

Wappen Papst Benedikts XVI.

Deus caritas est (lat. „Gott ist [die] Liebe“, 1 Joh 4,16 ) vom 25. Dezember 2005 (veröffentlicht am 25. Januar 2006) war die erste von drei Enzykliken Papst Benedikts XVI. Sie setzt sich mit dem Begriff der Liebe in unterschiedlichen Dimensionen auseinander.

## Inhalt
Die Enzyklika hat inhaltlich zwei Teile: Der erste Teil beschäftigt sich mit der Liebe Gottes zum Menschen und der Antwort des Menschen darauf sowie mit der Liebe zwischen den Menschen, deren Hochform die eheliche Liebe sei. So gibt es sowohl unter den Menschen wie auch im Verhältnis des Menschen zu Gott eine „begehrende“ Liebe und eine „schenkende“ Liebe. Die Enzyklika bezeichnet diesen Unterschied mit den Begriffen von Eros und Agape, wobei der Eros eher das sinnliche Moment der Liebe und Agape die geistige Hingabe an die Person des geliebten Menschen oder an Gott bezeichnet: Es begegnen uns „die beiden Grundwörter Eros als Darstellung der ‚weltlichen‘ Liebe und Agape als Ausdruck für die im Glauben gründende und von ihm geformte Liebe. Beide werden häufig auch als ‚aufsteigende‘ und ‚absteigende‘ Liebe einander entgegengestellt; verwandt damit sind andere Einteilungen wie etwa die Unterscheidung in begehrende und schenkende Liebe (amor concupiscentiae – amor benevolentiae), der dann manchmal auch noch die auf den Nutzen bedachte Liebe hinzugefügt wird.“ (Nr. 7)
Der zweite Teil beschäftigt sich mit der christlichen Nächstenliebe. Gottes- und Nächstenliebe „gehören so zusammen, dass die Behauptung der Gottesliebe zur Lüge wird, wenn der Mensch sich dem Nächsten verschließt oder gar ihn hasst.“ (Nr. 16) Sowohl die Hilfsbereitschaft der einzelnen gegenüber den Notleidenden als auch die organisierte Form der Nächstenliebe („Caritas“) sind nach Auffassung des Papstes von Bedeutung.

## Rezeption
Die Enzyklika wurde am 25. Januar 2006 veröffentlicht. Die ersten Reaktionen auf die Enzyklika waren weitgehend positiv. Fast einhellig wurde begrüßt, dass sich der Papst damit der grundlegenden Botschaft des christlichen Glaubens zuwende und gleichsam bei der „Kernkompetenz“ der Kirche ansetze: der Botschaft von der liebevollen Zuwendung Gottes zu den Menschen und der menschlichen Antwort in Gottes- und Nächstenliebe.